# Nora Bredefeldt
Nora Julia Bredefeldt, född 28 augusti 1987 i Nederluleå församling i Norrbottens län, är en svensk skådespelare. Hon är syster till Edvin och Einar Bredefeldt samt barnbarn till Sara Arnia och Gösta Bredefeldt.

## Biografi
Nora Bredefeldt har bland annat arbetat för Norrbottensteatern. Bland annat har hon spelat Masarin i uppsättningen Loranga, Masarin och Dartanjang. Hon har även medverkat i föreställningen Ja må hon leva. Vidare har hon medverkat i TV-serierna Spelskandalen och Vargasommar där hon spelar en av de större rollerna som Sandra.

## Filmografi (i urval)
- 2020 – Björnstad (TV-serie)
- 2022 – Spelskandalen (TV-serie)
- 2024 – Vargasommar (TV-serie)